# Odontopera justa
Odontopera justa är en fjärilsart som beskrevs av Louis Beethoven Prout 1928. Odontopera justa ingår i släktet Odontopera och familjen mätare. Inga underarter finns listade i Catalogue of Life.